# Phemeranthus spinescens
Phemeranthus spinescens är en källörtsväxtart som först beskrevs av Tors., och fick sitt nu gällande namn av M.A. Hershkovitz. Phemeranthus spinescens ingår i släktet Phemeranthus och familjen källörtsväxter. Inga underarter finns listade i Catalogue of Life.

## Bildgalleri

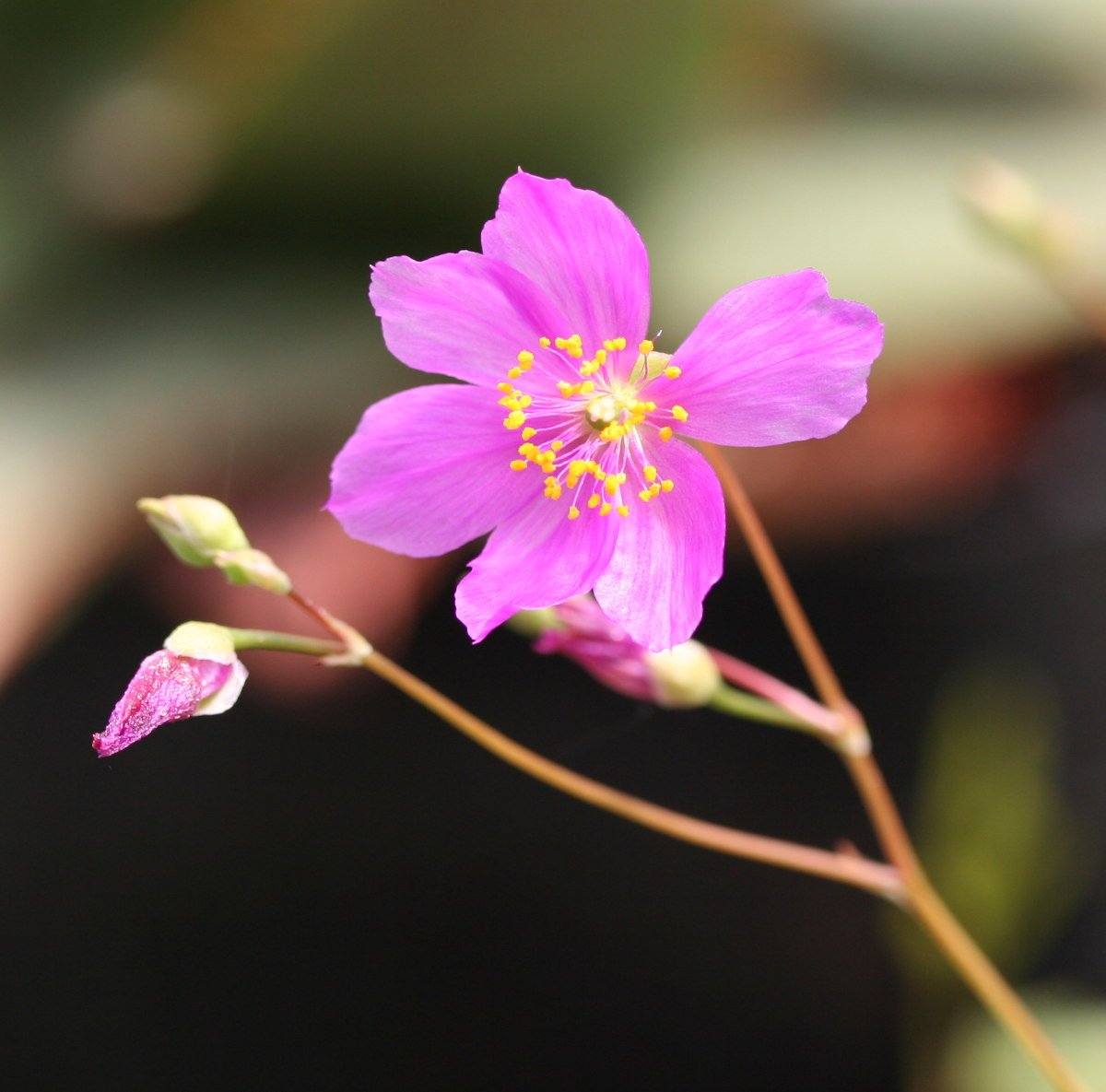